# Чатуранґа
|   | a  | b  | c  | d  | e  | f  | g  | h  |   |
| 8 | a8 | b8 | c8 | d8 | e8 | f8 | g8 | h8 | 8 |
| 7 | a7 | b7 | c7 | d7 | e7 | f7 | g7 | h7 | 7 |
| 6 | a6 | b6 | c6 | d6 | e6 | f6 | g6 | h6 | 6 |
| 5 | a5 | b5 | c5 | d5 | e5 | f5 | g5 | h5 | 5 |
| 4 | a4 | b4 | c4 | d4 | e4 | f4 | g4 | h4 | 4 |
| 3 | a3 | b3 | c3 | d3 | e3 | f3 | g3 | h3 | 3 |
| 2 | a2 | b2 | c2 | d2 | e2 | f2 | g2 | h2 | 2 |
| 1 | a1 | b1 | c1 | d1 | e1 | f1 | g1 | h1 | 1 |
|   | a  | b  | c  | d  | e  | f  | g  | h  |   |

Чатуранґа (санскр. चतुरङ्ग; caturaṅga — «чотири частини») — давньоіндійська настільна воєнна (стратегічна) гра для 2 гравців. Історики вважають, що чатуранґа виникла в V столітті й розповсюдилася по всьому континенту, ставши основою таких ігор як шахи, сянці, сьоґі та інших. Пізніше в Індії традиційні правила чатуранґи поєдналися зі сучасними правилами шахів, утворивши так звані індійські шахи, в які в деяких місцевостях Індії грали навіть у XIX-XX століттях.
Існувала також азартна версія — чатураджі (чотири раджі) — для 4 гравців, у ній фігуру, якою треба ходити, визначало кидання гральних костей.

## Назва
Зі санскриту «чатуранґа», від चतुर् (catur, «чотири») і अङ्ग (aṅga, «частина, член, вид»), перекладається як «чотири роди», тобто армія з чотирма родами військ: колісниці, слони, кіннота, піхота.
Такий поділ був класичним для давньоіндійського війська. Першим європейським полководцем, який протистояв бойовим слонам, був Александр Македонський під час битви на Гідаспі (територія сучасного Пакистану).

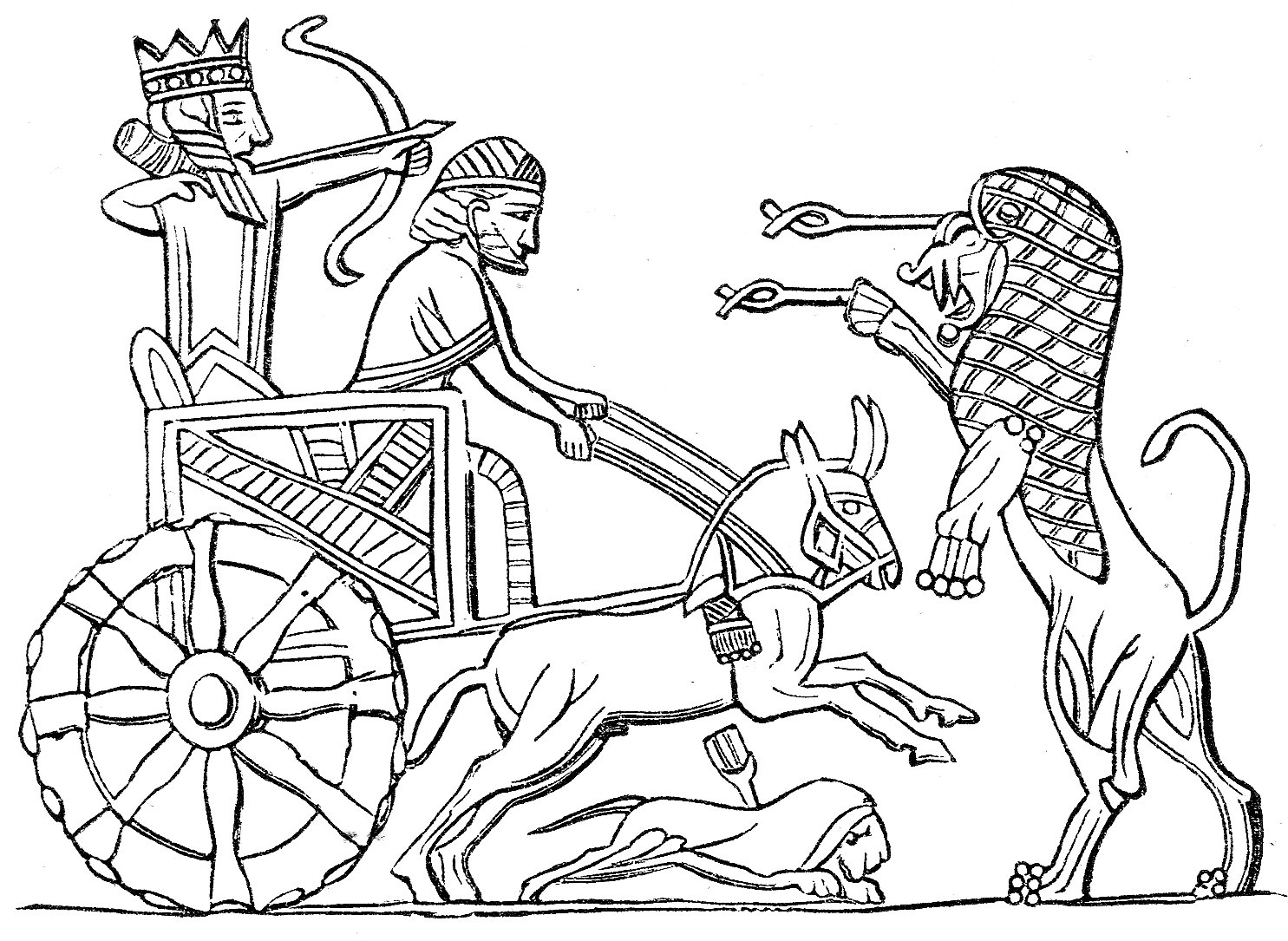
Колісниця на печатці Дарія Великого (VI-V ст. до н. е.)
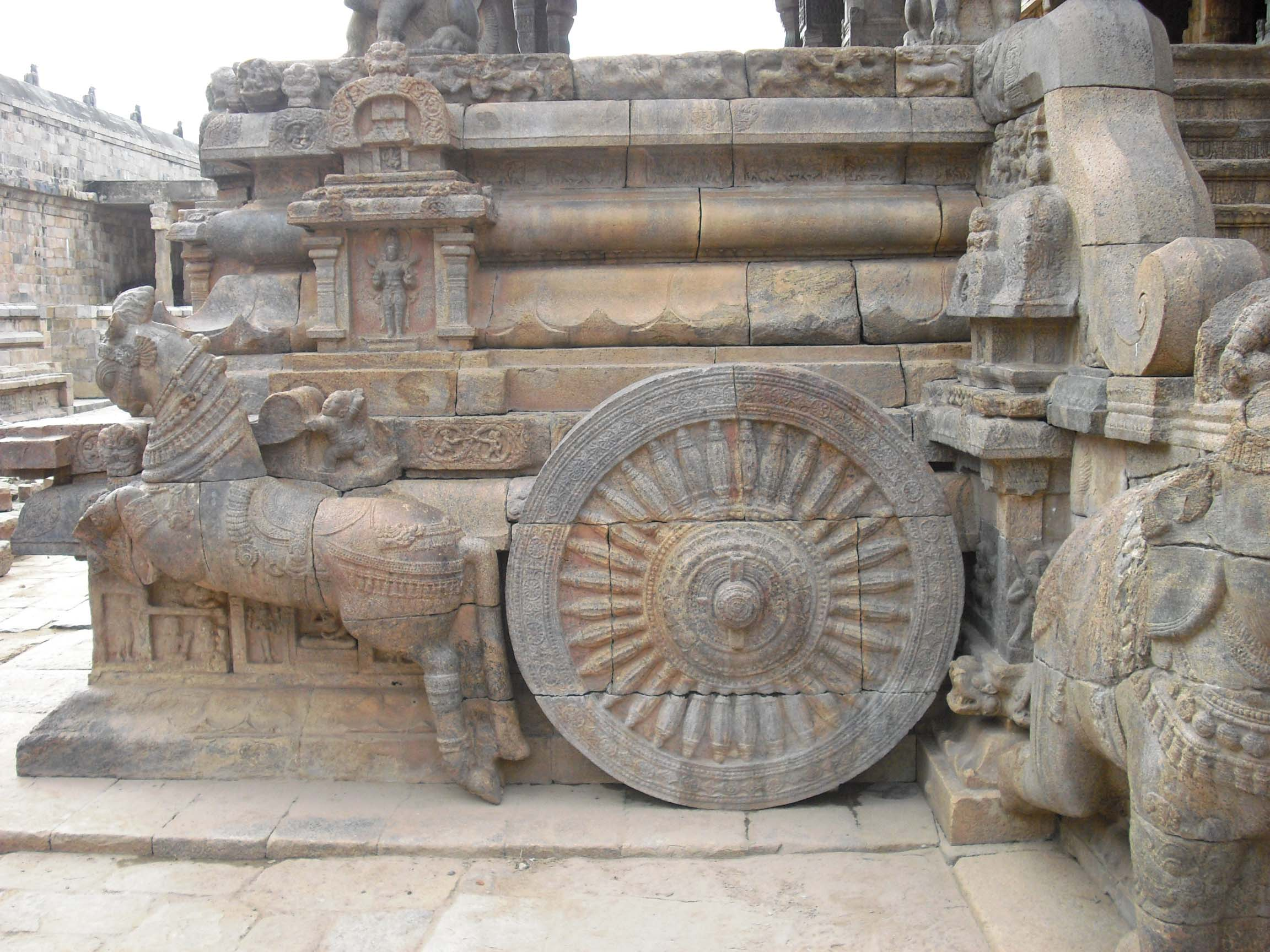
Вирізьблена колісниця на храмі Айраветасвара (XII ст., Індія)
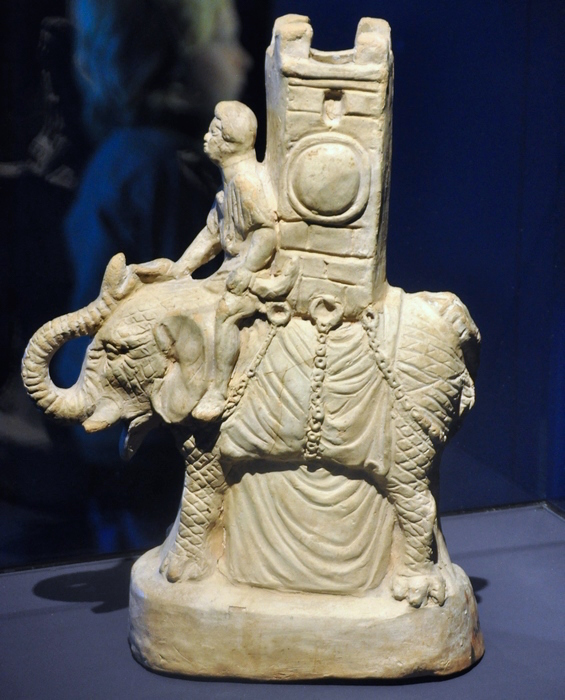
Статуетка бойового слона з Помпеїв (до I ст.)
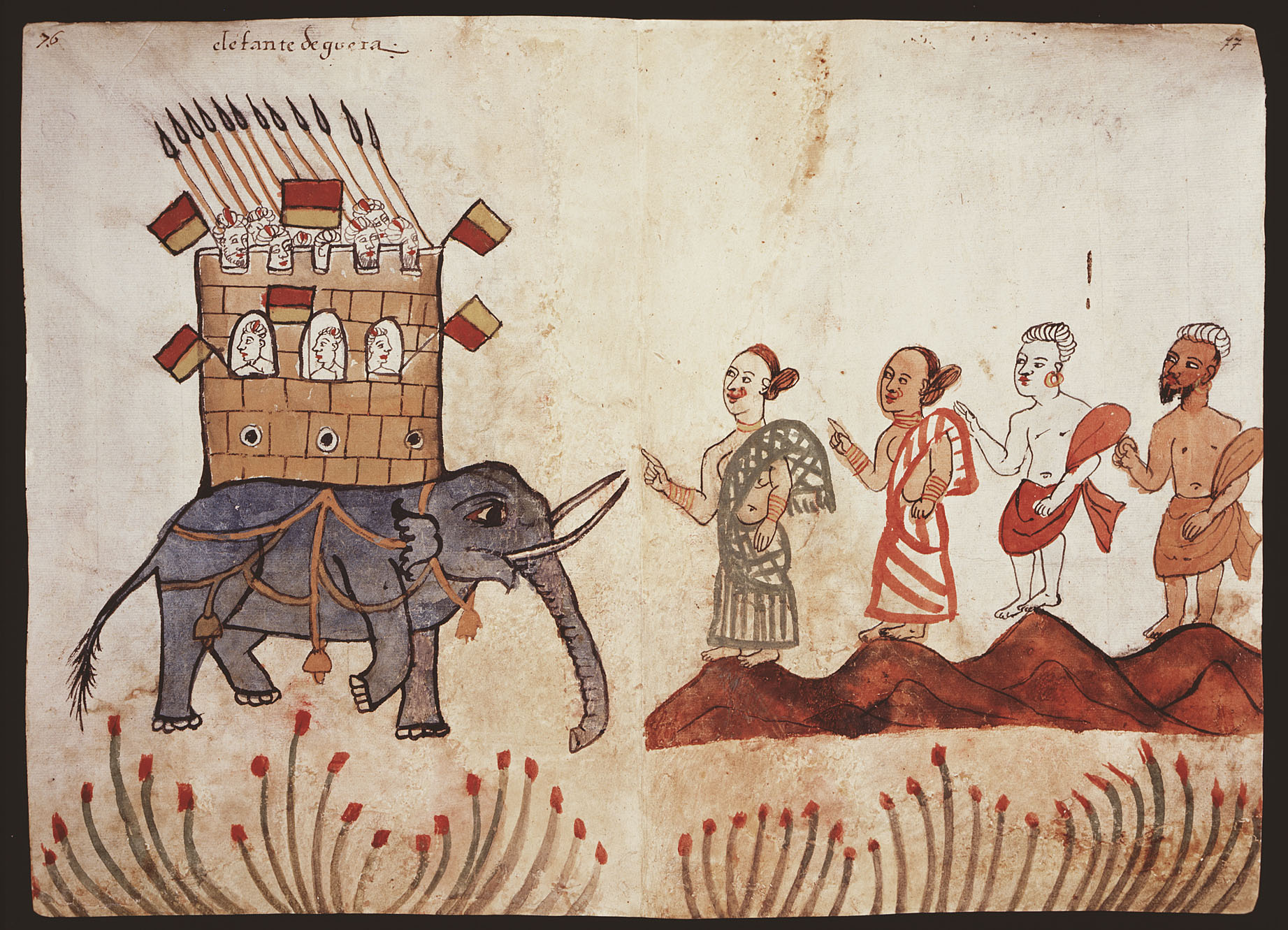
Середньовічний малюнок індійського бойового слона (XVI ст., Португалія)

Хронологія терміну
| →               | чатуранґа                               | чатранґ                                 | шатрандж                                                                           | шахи                                                |
| --------------- | --------------------------------------- | --------------------------------------- | ---------------------------------------------------------------------------------- | --------------------------------------------------- |
| період          | V-VI ст.                                | VI-VII ст.                              | VII-X ст.                                                                          | від X ст. дотепер                                   |
| мова, поширення | санскрит, Імперія Гуптів, Імперія Харші | середньоперська мова, Держава Сасанідів | класична арабська мова, Омеядський халіфат, пізніші арабські держави Середньовіччя | сучасна назва в європейських мовах, від лат. scacci |

У Персії чатуранґа отримала іранізовану версію назви — «чатранґ». 644 року Держава Сасанідів упала під натиском арабів, які замінили нехарактерний для їхньої мови звук «ч» на «ш» — «шатрандж». Арабська територіальна (див. Арабські завоювання) та культурна (див. Золота доба ісламу) експансія сприяли розповсюдженню шатранджу по всій Середній Азії та Середземномор'ї.
Арабськими володіннями були о. Сицилія та Іберійський півострів, через які гра потрапила до Європи. Єдині сучасні європейські мови, де в назві гри залишилися сліди від арабського «(аль-)шатрандж» це — іспанська (ajedrez) та португальська (xadrez), тому припускають, що головний шлях проникнення гри до західної Європи пролягав через Іберійський півострів. У X—XI ст. в державах південної та центральної Європи з'являються перші писемні згадки про шахи. На той час «ш» був рідковживаним звуком у європейських мовах, тому латиною використовували буквосполуку sc: scacci, scaci або scachi. Якщо на півдні Європи місцеві могли чути правильну вимову назви фігури «шах» (король), то в інших країнах літописці плутали «ск» і «ш», бо опиралися на писемну латинську форму — skakkus/scaccus давньоанглійською та scâh (вимовлялося «сках») давньоверхньонімецькою. Палаталізація збігу приголосних /sk/ → /ʃ/ в цих мовах відбулася бл. 1000-1100 року.
Гра була популярною в Київській Русі, про що свідчать археологічні знахідки в Тмутаракані, Білій Вежі, Києві, Вишгороді, Городні, Новгороді та інших містах. Вік і географія знахідок указує на те, що шахи проникли до Русі в X—XI ст. з південного сходу (Хазарія) і впродовж століття поширилися аж до Новгорода та Балтійського моря. До Хозарського каганату, у свою чергу, шахи прийшли торговими шляхами від арабів через територію сучасного Азербайджану та Дагестану.
У Середньовіччі шахи стали частиною європейської та ісламської придворної культури, було прийнято вважати, що аристократи повинні бути вправні в цій грі так само добре, як і у верховій їзді, полюванні, музиці та літературі.

## Перші згадки
|   | a  | b  | c  | d  | e  | f  | g  | h  |   |
| 8 | a8 | b8 | c8 | d8 | e8 | f8 | g8 | h8 | 8 |
| 7 | a7 | b7 | c7 | d7 | e7 | f7 | g7 | h7 | 7 |
| 6 | a6 | b6 | c6 | d6 | e6 | f6 | g6 | h6 | 6 |
| 5 | a5 | b5 | c5 | d5 | e5 | f5 | g5 | h5 | 5 |
| 4 | a4 | b4 | c4 | d4 | e4 | f4 | g4 | h4 | 4 |
| 3 | a3 | b3 | c3 | d3 | e3 | f3 | g3 | h3 | 3 |
| 2 | a2 | b2 | c2 | d2 | e2 | f2 | g2 | h2 | 2 |
| 1 | a1 | b1 | c1 | d1 | e1 | f1 | g1 | h1 | 1 |
|   | a  | b  | c  | d  | e  | f  | g  | h  |   |

Традиційно вважали, що перша писемна згадка про гру знаходиться в поемі «Васавадатта» (бл. V—VII ст.): 
| Сезон дощів грав у свою гру, фігури котрої, — жовті й зелені, наче покриті лаком — стрибали по чорних квадратах садових клумб |
Сучасний дослідник шахів Ж.-Л. Казо звертає увагу, що санскритом слово nayadyûtair («ігрові фігури») не обов'язково вказує на чатуранґу (чи шахи), а могло означати фігурки будь-якої настільної гри.
Наступна згадка, в «Харшачаріті» (біографії правителя Харші) датована початком VII століття: 
| За правління цього володаря лише бджоли сварилися під час збирання роси, стопи «відрізали» тільки вимірюючи відстані й тільки дошки аштапади вчили позицій чатуранґи |
Для пояснення треба зазначити, що аштапада була грою, подібною до нард, а «чатуранґа» перекладалася як «чотири роди [військ]», тому фраза підкреслювала мирне моделювання військових дій. Правила аштапади невідомі, як і те, що означали хрестики на краях і посередині дошки, але гра дуже давня, бо згадана в «Списку ігор, у які б не грав Будда». Список походить із VI-V ст. до н. е., в ньому перелічені аштапада 8×8, 10×10, ігри з гральними костями та ще кільканадцять забав.
Усі наступні згадки про гру відносяться до пізніших століть з перських і арабських джерел. Тому історик шахів Віллард Фіске ще 1900 року написав: «Перед сьомим сторіччям нашої ери існування шахів у будь-якій країні не доведене ані найменшими свідченнями сучасників чи документальними доказами» і «…все, що відбувалося до цієї дати, покрите непроглядним мороком».
Про гру, але вже під іранізованою назвою «шатрандж», пише «Книга діянь Ардашира, сина Папака»: 
| Ардашир зробив це, і з Божою допомогою він став хоробрішим і вправнішим за всіх у грі в м'яч, у верховій їзді, в шатранджі, в нардах та в усіх інших іграх |
«Книгу діянь…» писали мовою пахлеві впродовж багатьох десятиліть чи, навіть, століть, на що вказують архаїчні конструкції окремих частин тексту, але з огляду на найпізніші події в праці, її завершено не раніше, ніж 706 року.

## Чатураджі
|   | a  | b  | c  | d  | e  | f  | g  | h  |   |
| 8 | a8 | b8 | c8 | d8 | e8 | f8 | g8 | h8 | 8 |
| 7 | a7 | b7 | c7 | d7 | e7 | f7 | g7 | h7 | 7 |
| 6 | a6 | b6 | c6 | d6 | e6 | f6 | g6 | h6 | 6 |
| 5 | a5 | b5 | c5 | d5 | e5 | f5 | g5 | h5 | 5 |
| 4 | a4 | b4 | c4 | d4 | e4 | f4 | g4 | h4 | 4 |
| 3 | a3 | b3 | c3 | d3 | e3 | f3 | g3 | h3 | 3 |
| 2 | a2 | b2 | c2 | d2 | e2 | f2 | g2 | h2 | 2 |
| 1 | a1 | b1 | c1 | d1 | e1 | f1 | g1 | h1 | 1 |
|   | a  | b  | c  | d  | e  | f  | g  | h  |   |

## Правила гри

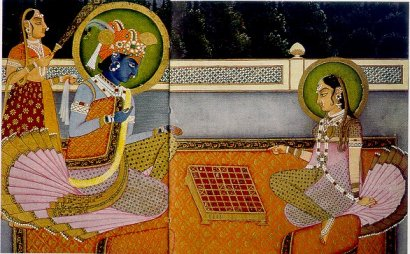
Радга грає з Крішною в чатуранґу. Індійська картина, дата невідома

Повністю правила гри невідомі, наявні свідчення неповні і суперечливі. Основне джерело свідчень — трактат хорезмського вченого XI століття Аль-Біруні в якому є лише неповний опис чатуранґи.
Грали на дошці для аштапади (щось середнє між нардами та шахами). У грі використовували комплекти фігур двох (жовті та зелені) або чотирьох (чорні, зелені, жовті й червоні) кольорів.
Початкова позиція дуже схожа на шахи: раджа, радник, слони (2), коні (2) та колісниці (2). Перед ними — 8 пішаків. Відмінністю було те, що позиція не була дзеркальна — для кожного з гравців радник стояв зліва від раджі.

### Ходи та взяття
Ходи в партії виконували по черзі. Як і в шахах, кожен хід переміщувалась одна фігура відповідно до правил пересування, таким чином, щоб клітина, на яку ставиться фігура, була або вільною, або зайнятою фігурою противника. У такому випадку фігура противника вважалась взятою і знімалась із дошки.
У чатуранзі не існувало понять шах, мат і пат. Взяття всіх фігур, крім раджі (оголення короля), також було перемогою, крім випадку, коли суперник міг взяти вашу останню фігуру наступним ходом. Тоді оголошувалася нічия.

### Правила пересування фігур
- Раджа пересувався на одну клітину по горизонталі, вертикалі чи діагоналі (як король у сучасних шахах).
- Слон пересувався на одну клітину вперед або на одну по діагоналі. Згодом правила змінились, і слон став ходити через одне поле по діагоналі. При цьому, як і кінь, слон при ході «переступав» через клітину, тому можливість ходу не залежала від наявності на шляху слона будь-яких фігур.
- Кінь ходив як і в шахах — на одну клітину ортогонально та одну діагонально з віддаленням від початкової.
- Колісниця ходила по горизонталям і вертикалям на одну або дві клітини.
- Пішаки могли ходити лише вперед, на одну клітину, і бити ходом по діагоналі вперед на одну клітину.
- Рокіровки не було.